# 黄继光
黄继光（1931年1月8日—1952年10月19日），原名黄继广，四川省中江县人，中国人民志愿军第45師135團2營6連通讯員。1952年10月19日在上甘岭战役597.9高地牺牲。

## 事迹
1952年10月19日，黃繼光所在的六連因進攻上甘嶺高地而傷亡慘重，更受到美軍機槍巢的火力壓制。關鍵時刻，黃繼光自願負責爆破機槍巢的任務，帶領吳三羊及肖登良進行反擊。
當中，吳三羊不幸犧牲，肖登良也受重傷伏倒在地，黃繼光更身負幾十處槍傷。據肖登良回憶，當時黃繼光投掷了多枚手雷，炸毀了眾多機槍巢。当进攻部队趁势发起冲击时，残存机枪巢内的2挺机枪又突然疯狂扫射，志愿军进攻部队的冲锋受到阻止。这时，黄继光再次负伤倒下。天就要亮了，这时黄继光身边已无弹药，身体又多处受伤，最终他顽强爬向火力点，用身体挡住了2挺机枪枪口，使得后续部队能够攻下高地。
黄继光被中国人民志愿军领导机关追记特等功，并授予“特级英雄”称号（另一特级英雄是杨根思）；所在部队党委追认他为中国共产党正式党员；朝鲜民主主义人民共和国最高人民会议常任委员会授予他“朝鲜民主主义人民共和国英雄”称号和金星奖章、一级国旗勋章。
志愿军戰後清理戰場時，黄继光的遺體仍然緊緊地伏在机枪巢的射擊孔上，全身的彈痕犹如蜂窩狀，血肉糢糊。在宣传黄继光事迹的时候，由于黄继光从小家境贫寒，从来没有去照过一次相；阵亡后虽有人拍照过遗体，但形象却十分惨烈且面容难辨。因此找不到一张可用的照片，只好用一幅舍身堵枪眼的素描画来代替。

## 紀念

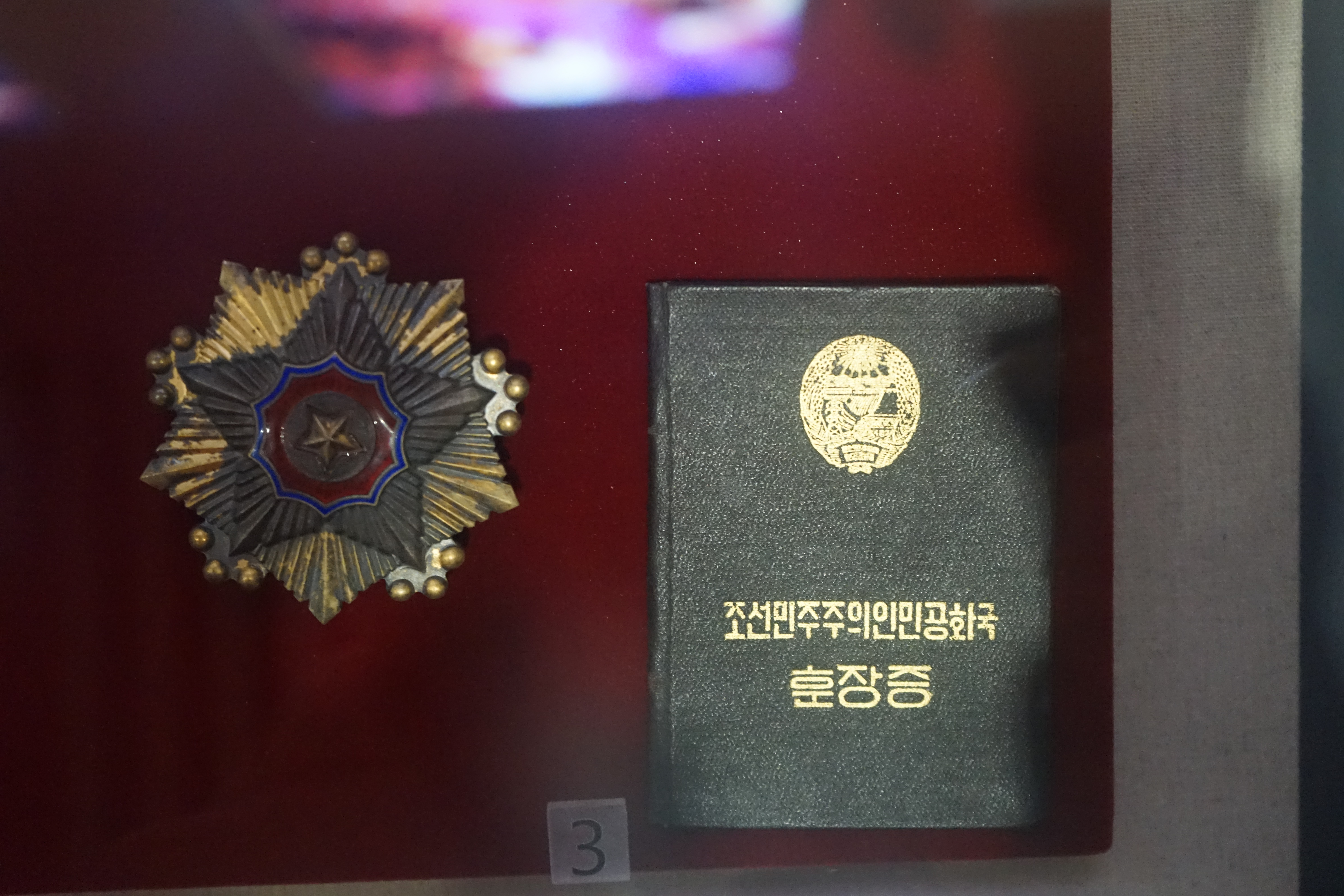
朝鲜最高人民会议常任委员会授予黄继光的一级国旗勋章证书、一级国旗勋章。

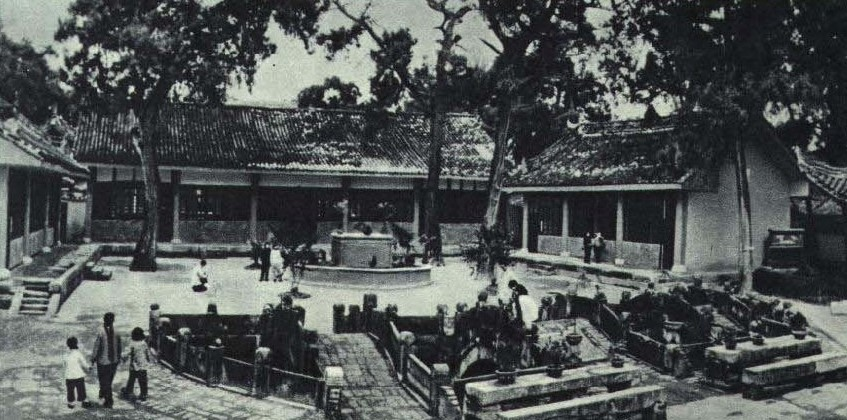
1963年的黄继光纪念馆

上甘岭战役期间，恰好是中国人民第二届赴朝慰问团第三分团（西南分团）赴朝慰问志愿军第三兵团的第12军、第15军、第60军及白马山战斗结束后的第38军。三兵团战士大部分是云、贵、川、康等省籍，慰问团带去了大批西南特产。10月19日，慰问团两位代表：昆明市工业劳动模范牛汝森和部队青年作家陆柱国进入五圣山第45师指挥所和屯兵坑道里慰问。10月20日黄继光出击阵亡前，对战友们说：“告诉祖国人民慰问团，听我胜利的消息吧”。陸柱国要求留下继续采访，写出了长篇通讯《上甘岭》，后被拍成家喻户晓的电影《上甘岭》。西南慰问团回国后，在贵州、云南、四川、西康四省做传达报告三个多月，宣扬了以黄继光为代表的志愿军三兵团英勇作战事迹。慰问团西南分团副团长尹超凡和慰问团代表车毅英专程赴四川中江县慰问黄继光烈士家属，与中江县各界人民三万二千余人，以及西南军区、四川各界人民慰问黄继光烈士家属代表团、四川省人民政府、四川省抗美援朝分会、四川军区、共青团西南工作委员会等机关团体代表于1953年1月14日隆重举行黄继光烈士追悼大会。 尹超凡在追悼大会上介绍了黄继光阵亡情况，并代表黄继光生前部队向黄继光母亲邓芳芝致以无限敬意和衷心的慰问。整个慰问传达活动于1953年3月全部结束。1月16日，黄继光烈士的母亲邓芳芝给毛泽东主席写了一封信，同时给志愿军全体同志们写信，表示黄继光“牺牲得很伟大、很光荣”，感谢中国人民第二届赴朝慰问团第三分团、四川省人民政府和社会各界对烈士亲属的亲切慰问和各方照顾，表示要搞好生产、多打粮食、支援志愿军。这两封信刊登在1953年1月28日《人民日报》、1月21日重庆《新华日报》和1月22日《四川日报》上。
黃繼光的家鄉四川省中江县建有黃繼光紀念館。該紀念館在1987年10月20日黃繼光阵亡35週年之際落成。
哈尔滨铁路局齐齐哈尔机务段“黄继光号”机车组，是1956年5月4日共青团黑龙江省委以“黄继光烈士”对1008号青年机车组命名嘉奖。自1956年诞生以来，先后经历了解放型1008号蒸汽机车、1963年建设型5743号蒸汽机车、前进型1820号蒸汽机车、东风4B型1220号内燃机车、东风8B型0177号内燃机车、和谐5型0001号内燃机车共计六次换型，直到2018年5月1日起再換型為HXD3CA-8167機車。

## 家庭
母亲邓芳芝，哥哥黄继生，嫂子苏玉珍，母亲邓芳芝1956年11月16日在北京受到毛泽东主席的接见。获得朝鲜民主主义人民共和国一级国旗勋章，是第一至四届中华人民共和国全国人大代表大会代表。

## 軼事
吴谷平曾在新闻记者网中撰文写到新华社的通讯稿《马特洛索夫式的英雄黄继光》中提及了黄继光“四十分钟的期限快到了，而我们的突击队还在敌人的火力压制下衝不上来。后面坑道裡营参谋长在望着他，战友们在望着他，祖国人民在望着他，他的母亲也在望着他，马特洛索夫的英雄行为在鼓舞他。”等心理活动的语句记者是不可能采访到的，认为通讯记者“合理想象、拔高典型”。
黄继光阵亡后，黄母邓芳芝给毛主席写信时提及，1949年前乡里甲長的狗被人打死，认为是黄继光干的，叫他背死狗游街，给狗买棺材、做道场。

## 類似事蹟
- 第二次國共內戰時期，国军记录称在1946年10月21日的安東會戰中，國軍52軍第二師第四團第一連班長熊其佬在大摩天嶺負傷後，以身體堵住解放军碉堡機槍口，國軍因此獲勝。[9][10]
- 朝鲜战争中，朝鲜人民军记录中亦出现了一批堵枪眼的人，其中一位名为金圣镇的战士在身中了11发机枪子弹后还活了下来。[11]